# Orly
Orly település Franciaországban, Val-de-Marne megyében. Lakosainak száma 24 488 fő (2022. január 1.). Orly Thiais, Paray-Vieille-Poste, Choisy-le-Roi, Villeneuve-le-Roi és Villeneuve-Saint-Georges községekkel határos.

## Népesség
A település népességének változása:
| Lakosok száma | 22 377 | 23 272 | 23 621 | 23 801 | 23 853 | 24 627 | 24 361 | 24 482 | 24 488 |
|               | 2013   | 2015   | 2016   | 2017   | 2018   | 2019   | 2020   | 2021   | 2022   |